# قرار الجمعية العامة للأمم المتحدة ES-10/23
قرار الجمعية العامة للأمم المتحدة ES-10/23 هو قرارٌ صادر عن الدورة الاستثنائية الطارئة العاشرة للجمعية العامة للأمم المتحدة يدعو إلى ترقية حقوق فلسطين في الأمم المتحدة كدولة مراقبة دون تقديم العضوية الكاملة. وحثّ مجلس الأمن لإعطاء «نظرةٍ إيجابية» لطلب فلسطين.بحسب القرار، سيكون الآن للبعثة الفلسطينية الحقّ في الجلوس في الجمعية العامة بين الدول الأخرى حسب الترتيب الأبجدي، بدلًا من مقعدها الحالي كمراقب في الجزء الخلفي من الغرفة.. لكن القرار يوضّح أيضًا أنَّ «دولة فلسطين، بصفتها دولة مراقبة لا يحق لها التصويت في الجمعية العامة أو تقديم ترشيحه لهيئات الأمم المتحدة. اُعتمد القرار بأغلبية 143 صوتًا مع القرار مقابل 9 أصواتٍ ضدّه، مع امتناع 25 عُضوًا، وكانت الدول التاسعة التي عارضت القرار هي: الولايات المتحدة، وإسرائيل، والأرجنتين، وجمهورية التشيك، وميكرونيسيا، وناورو، وبالاو، والمجر، وبابوا غينيا الجديدة.

## ردود الفعل

### المُمثّلين الوطنيّين
- الصين: أعلن السفير الصيني لدى الأمم المتحدة فو كونغ؛ أنّ «دعم وتعزيز عملية دولة فلسطينية مستقلة، وتوفير دعم قوي لتنفيد حلّ الدولتين وسلامٌ دائم في الشرق الأوسط هي مسؤولية مشتركة للمجتمع الدولي».[1]
- سويسرا: أعربت السفيرة السويسرية باسكال كريستين بايريسيل عن دعم سويسرا الثابت لحلّ الدولتين، مشيرة إلى أن الحل المفاوض الذي تعيش فيه الدولتين - إسرائيل وفلسطين - جنبًا إلى جنب في سلام وأمن يمكن أن يؤدي إلى سلام دائم. كما أعربت السفيرة بايريسويل عن قلقها العميق بشأن الوضع الكارثي للمدنيين في الصراع الجاري في غزة، مشيرًا إلى أنه قد يزداد سوءًا في حالة هجوم عسكري إسرائيلي كبير في رفح.[1]
- المملكة المتحدة: قالت باربرا وودوارد، سفيرة المملكة المتحدة، أن بلدها ما زال «ملتزمًا بشدة» بحلّ الدولتين الذي يضمن الأمن والاستقرار لكل من الشعب الإسرائيلي والفلسطيني. تم توضيح الامتناع من المملكة المتحدة عن قرار القرار من خلال الاقتباس التالي من قبل السفير ووودوارد، «نحن نمتنع عن هذا القرار لأننا نعتقد أن الخطوة الأولى نحو تحقيق هذا الهدف هي حل الأزمة الفورية في غزة»، وقالت، مؤكدة أن أسرع طريقة لإنهاء الصراع هي «الضمان من اتفاق يحصل على الرهائن خارج والسماح لوقف في القتال».[1]
- الولايات المتحدة: صوتت الولايات المتحدة ضد القرار، حيث قال السفير الأمريكي لدى الأمم المتحدة روبرت وود إن التصويت السلبي كان «إقرار بأن دولة ستأتي من عملية تنطوي على مفاوضات مباشرة بين الأطراف»، مضيفًا أنه «لا يوجد طريق آخر يضمن أمن إسرائيل ومستقبلها كدولة يهودية ديمقراطية. لا يوجد طريق آخر يؤمن بأن الفلسطينيين يمكنهم العيش بسلام وكرامة في دولة خاصة بهم».[1]